# Proedromys bedfordi
Proedromys bedfordi és una espècie de mamífer rosegador de la família dels cricètids. És endèmic de la Xina (Gansu i Sichuan), on se n'han trobat exemplars a altituds properes als 2.500 msnm. El seu hàbitat natural són els boscos de muntanya. Està amenaçat per la tala d'arbres i l'expansió dels camps de conreu. També se n'han trobat fòssils, que suggereixen que era més abundant durant el Plistocè que en l'actualitat.
L'espècie fou anomenada en honor de Herbrand Russell, 11è Duc de Bedford.